# Pentila catauga
Pentila catauga är en fjärilsart som beskrevs av Hans Rebel 1919. Pentila catauga ingår i släktet Pentila och familjen juvelvingar. Inga underarter finns listade i Catalogue of Life.